# Anat Berko

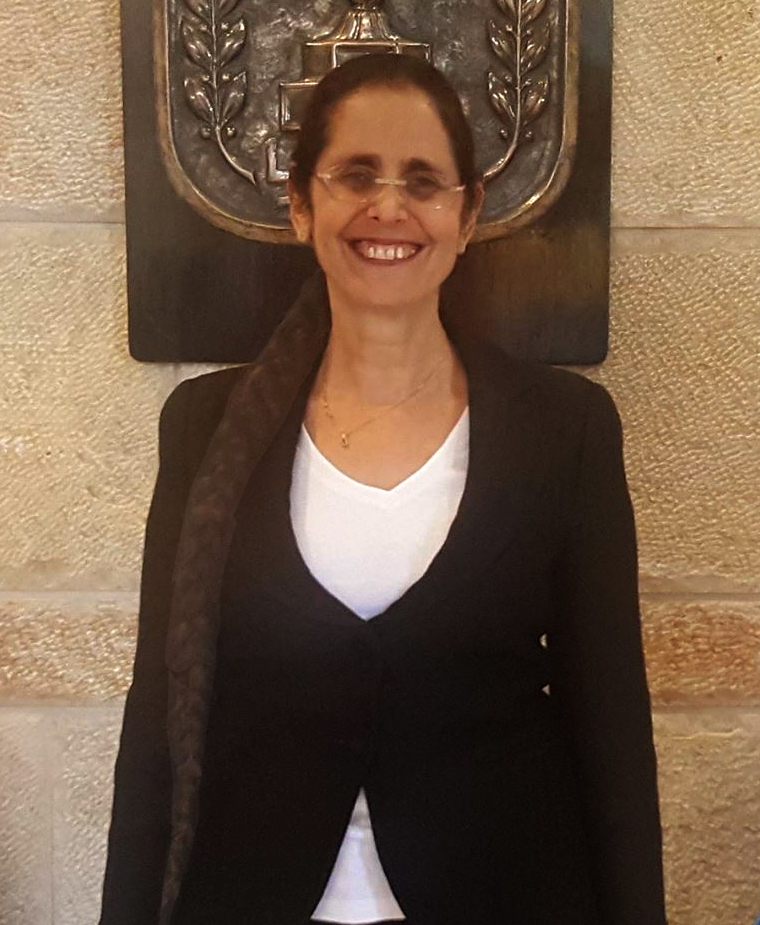
Anat Berko, 2016

Anat Berko (hebräisch ענת ברקו; * 14. Januar 1960 in Jerusalem) ist eine israelische Politikerin der Partei Likud.

## Leben
Anat Berko wurde als zweites von sechs Kindern irakischer Flüchtlinge in Jerusalem geboren. An der Bar-Ilan University studierte sie Psychologie, Soziologie und Kriminologie; in letzterem Fach wurde sie promoviert. Sie war 25 Jahre lang bei den israelischen Verteidigungsstreitkräfte tätig. Bei ihrem Ausscheiden aus der Armee bekleidete sie den Dienstgrad eines Lieutenant Colonels. Danach unterrichtete sie als Dozentin an der Lauder School of Government des Interdisciplinary Center Herzliya und war Gastprofessorin an der George Washington University in Washington, D.C. Ihr Forschungsgebiet umfasst die Selbstmordanschläge. Ferner hat sie den Hamas-Anführer Ahmad Yasin interviewt.
Berko ist seit 2015 Abgeordnete in der Knesset. Sie ist mit einem Mann names Reuven verheiratet, der ein Fachmann für arabische Angelegenheiten ist, und hat mit ihm drei Kinder.

## Kontroversen
Im Februar 2016 geriet Berko durch ihre Aussage, dass es kein palästinensisches Volk gäbe, weil das Arabische nicht über den Buchstaben P verfüge, in die Schlagzeilen. Ihre Bemerkung wurde sowohl von Palästinensern als auch der Knessetabgeordneten Tamar Zandberg scharf kritisiert. Der arabische Abgeordnete Osama Saadi verließ aufgrund von Berkos Äußerung, während ihrer Rede, den Plenarsaal.